# Washington County (Florida)
 Der er flere lokaliteter med dette navn, se Washington County.
Washington County er et county beliggende i den nord-vestlige del af den amerikanske delstat Florida. Hovedbyen i countiet er Chipley. I 2010 havde countiet 24.935 indbyggere. Det blev grundlagt 9. december 1825, og er opkaldt efter USA's 1. præsident George Washington.

## Geografi
Ifølge United States Census Bureau er Washingtons totale areal på 1.595 km², hvoraf de 85 km² er vand. 

### Grænsende counties
- Holmes County - nord
- Jackson County - nordøst
- Bay County - syd
- Walton County - vest